# Quadrimaera vigota
Quadrimaera vigota är en kräftdjursart som först beskrevs av J. L. Barnard 1969.  Quadrimaera vigota ingår i släktet Quadrimaera och familjen Melitidae. Inga underarter finns listade i Catalogue of Life.